# 5 mai en sport
5 avril 5 juin
Chronologies thématiques
- Croisades
- Ferroviaires
- Disney

Le 5 mai (125e jour de l'année ou 126e en cas d'année bissextile) en sport.

## Événements

### XIXesiècle
- 1863 :
  - (Boxe) : Joe Coburn bat Mike McCoole après 67 rounds et est maintenant largement reconnu comme le Champion américain[1].
- 1877 :
  - (Baseball) : début du premier championnat de ligue mineure : la League Alliance. Elle est formée par douze clubs-écoles des franchises de Ligue nationale : Brooklyn Chelseas, Philadelphia Athletics, Syracuse Stars, Chicago Fairbanks, Indianapolis Hoosiers, Janesville Mutuals, Memphis Reds, Milwaukee Cream Citys, Minneapolis Browns, St. Paul Red Caps et Winona Clippers. La League Alliance est divisée en deux groupes : est et ouest.

### XXesièclede1901à1950
- 1901 :
  - (Football) : le Milan AC est champion d'Italie.
- 1912 :
  - (Football) : l'US Pro Vercelli est champion d'Italie.
- 1918 :
  - (Football) : 
    - l'Olympique de Paris remporte la première édition de la Coupe de France en s'imposant 3-0 face au FC Lyon.
    - le Servette Genève remporte le championnat de Suisse.
- 1921 :
  - (Football) : l'équipe de France s'impose pour la première fois 2-1 face à l'équipe d'Angleterre (amateurs). Voir : Match de football France - Angleterre (1921)
- 1929 :
  - (Football) : le SO Montpellier remporte la Coupe de France en s'imposant 2-0 face à l'FC Sète.
  - (Compétition automobile) : le Français Albert Divo sur une T35C remporte la course Targa Florio.
- 1932 :
  - (Rugby à XV) : le Lyon olympique universitaire remporte la finale du championnat de France 9-3 face au RC Narbonne.
- 1935 :
  - (Football) : l'Olympique de Marseille remporte la Coupe de France en s'imposant 3-0 face au Stade rennais.
  - (Compétition automobile) : au Grand Prix automobile de Tunisie qui s'est tenu sur le circuit de Carthage, victoire de l'Italien Achille Varzi sur une Auto Union.
- 1940 :
  - (Football) : le RC Paris remporte la Coupe de France en s'imposant 2-1 face à l'Olympique de Marseille.
- 1946 :
  - (Cyclisme) : L'Italien Fermo Camellini remporte la 8e édition de la course à étapes Paris-Nice, la première disputée après la guerre.

### XXesièclede1951à2000
- 1956 :
  - (Athlétisme) : Thelma Hopkins porte le record du monde féminin du saut en hauteur à 1,74 mètre.
- 1963 :
  - (Jeux panaméricains) : à São Paulo, clôture de la quatrième édition des Jeux panaméricains.
- 1966 :
  - (Football) : les Allemands du Borussia Dortmund remportent la Coupe d'Europe des vainqueurs de coupes face aux Anglais du Liverpool FC 2-1 après prolongation.
- 1976 :
  - (Football) : les Belges du RSC Anderlecht remportent la Coupe d'Europe des vainqueurs de coupes face aux Anglais de West Ham 4-2.
- 1985 :
  - (Compétition automobile /Formule 1) : au Grand Prix automobile de Saint-Marin qui se déroulait sur le circuit Enzo et Dino Ferrari, victoire de l'Italien Elio De Angelis sur une Lotus-Renault.
- 1992 :
  - (Football) : Drame de Furiani. Effondrement d’une tribune du stade bastiais de Furiani ; 17 morts et 2 500 blessés.
- 1996 :
  - (Football) : pour la cinquième fois en six ans, Éric Cantona est champion d'Angleterre. Troisième titre consécutif pour Manchester United.
  - (Compétition automobile /Formule 1) : au Grand Prix automobile de Saint-Marin qui se déroulait sur le circuit Enzo et Dino Ferrari, victoire du Britannique Damon Hill sur une Williams-Renault.

### XXIesiècle
- 2001 :
  - (Football) : l'Olympique lyonnais remporte la Coupe de la Ligue au Stade de France, en battant en finale l'AS Monaco 2-1 après prolongation.
- 2002 : 
  - (Basket-ball) : Panathinaikos (Grèce) bat Bologne (Italie) en finale de l'Euroligue, 89-83.
  - (Football) : La Juventus remporte un 26e titre de champion d'Italie.
- 2010 :
  - (Football) : l'Olympique de Marseille remporte un neuvième titre champion de France.
- 2013 :
  - (Football) : La Juventus remporte un 29e titre de champion d'Italie.
  - (Cyclisme) : victoire du Français Arnaud Démare lors des Quatre jours de Dunkerque.
- 2014 :
  - (Rugby à XV) : à 36 ans et après 16 saisons au plus haut niveau (Bourgoin, équipe de France, Sale, Racing Métro et Lyon), Sébastien Chabal, icône du rugby entre 2007 et 2012, met fin à sa carrière.
- 2016 :
  - (Karaté /Championnats d'Europe) : début  des Championnats d'Europe de karaté qui se déroulent à Montpellier en France jusqu'au 8 mai 2016.
- 2017 :
  - (Cyclisme sur route /Giro) : début de la 100e édition du Tour d'Italie qui se terminera le 28 mai 2017. Sur la 1re étape entre Alghero et Olbia sur une distance de 206 km, victoire de l'Autrichien Lukas Pöstlberger au sprint.
  - (Hockey sur glace /Championnat du monde) : début de la 81e édition du championnat du monde de hockey sur glace qui se dispute en Allemagne et en France jusqu'au 21 mai 2017 dans les villes de Cologne et de Paris.
- 2018 :
  - (Cyclisme sur route / Giro) : sur la 2e étape du Tour d'Italie, victoire de l'Italien Elia Viviani et l'Australien Rohan Dennis s'empare du Maillot rose.
- 2024 :
  - (Football / Coupe de l'AFC) : en finale de la Coupe de l'AFC, le club australien des Central Coast Mariners s'impose 1 but à 0 contre les libanais d'Al Ahed FC et décroche le premier trophée international de son histoire.
- 2025 :
  - (Snooker /Championnat du monde) : au Crucible Theatre de Sheffield, le Chinois Zhao Xintong bat le Gallois Mark Williams et remporte le Championnat du Monde de Snooker. Il devient le premier joueur chinois à remporter ce titre avec une victoire de 18-12[2].

## Naissances

### XIXesiècle
- 1843 :
  - William George Beers, joueur de crosse canadien. Codificateur des règles de la Crosse. († 26 décembre 1900).
- 1862 :
  - Jules Dubois, cycliste sur route français. († 1er décembre 1928).
- 1882 :
  - Maurice Peeters, cycliste sur piste néerlandais. Champion olympique de la vitesse aux Jeux d'Anvers 1920 puis médaillé de bronze du tandem aux Jeux de Paris 1924. († 6 décembre 1957).
- 1884 :
  - Achille Germain, cycliste sur route et sur piste français. († 12 avril 1938).
  - Alice Milliat, nageuse et rameuse puis dirigeante sportive française. Cofondatrice et présidente de la FSFSF puis de la FSFI. († 19 mai 1957).
  - Carl Osburn, tireur sportif américain. Champion olympique de la carabine d'ordonnance à 300 m par équipes, médaillé d'argent de la carabine libre à 600 m et de la carabine d'ordonnance à 300 m, trois positions, médaillé de bronze de la petite carabine à 50 m par équipes aux Jeux de Stockholm 1912 puis champion olympique de la carabine libre par équipes, de la carabine libre couché à 300 m par équipes, de la carabine d'ordonnance debout à 300 m et de la carabine d'ordonnance couché 300+600 m par équipes, médaillé d'argent de la carabine d'ordonnance à 300 m debout par équipes et médaillé de bronze du tir au cerf courant coup simple à 100 m par équipes aux Jeux d'Anvers 1920. († 28 décembre 1966).
- 1900 : 
  - Charles Jewtraw, patineur de vitesse américain. Champion olympique du 500m aux Jeux de Chamonix 1924. († 26 janvier 1996).

### XXesièclede1901à1950
- 1913 :
  - Duane Carter, pilote de courses automobile d'IndyCar américain. († 7 mai 1993).
- 1919 :
  - Tony Canadeo, joueur de foot U.S. américain. († 29 novembre 2003).
- 1923 :
  - William C. Campbell, golfeur américain. († 30 août 2013).
- 1932 :
  - Bob Said, pilote de courses automobile américain. († 24 mars 2002).
  - Luigi Taramazzo, pilote de courses automobile italien. († 15 février 2004).
- 1933 :
  - Igor Kashkarov, athlète de sauts soviétique puis russe. Médaillé de bronze de la hauteur aux Jeux de Melbourne 1956.
- 1935 : 
  - José Pagán, joueur de baseball portoricain. († 7 juin 2011).
- 1938 : 
  - Adolf Scherer, footballeur tchécoslovaque puis slovaque. (36 sélections avec l'équipe de Tchécoslovaquie).
  - Barbara Wagner, patineuse artistique de couple canadienne. Championne olympique aux Jeux de Squaw Valley 1960. Championne du monde de patinage artistique 1957, 1958, 1959 et 1960.
- 1941 : 
  - Alexandre Ragouline, hockeyeur sur glace soviétique puis russe. Champion olympique aux Jeux d'Innsbruck 1964 aux Jeux de Grenoble 1968 et aux Jeux de Sapporo 1972. Champion du monde de hockey sur glace 1963, 1965, 1966, 1967, 1969, 1970, 1971 et 1973. († 17 novembre 2004).
- 1944 : 
  - Bo Larsson, footballeur suédois. (70 sélections en équipe nationale).
- 1945 : 
  - Claude Bourgoignie, pilote de courses automobile d'endurance belge.
  - Alain Gilles, basketteur français. (159 sélections en équipe de France). († 18 novembre 2014).
- 1946 : 
  - Hervé Revelli, footballeur puis entraîneur français. (30 sélections en équipe de France).
- 1949 : 
  - Klaus Ludwig, pilote de courses automobile d'endurance allemand. Vainqueur des 24 Heures du Mans 1979, 1984 et 1985.

### XXesièclede1951à2000
- 1952 :
  - Jorge Llopart, athlète de marches espagnol. Médaillé d'argent du 50km aux Jeux de Moscou 1980. Champion d'Europe d'athlétisme du 50km 1978.
- 1956 :
  - Steve Scott, athlète de demi-fond américain.
- 1958 :
  - Anthony Doyle, cycliste sur piste et sur route britannique. Champion du monde de cyclisme sur piste de la poursuite individuelle 1980 et 1986.
- 1961 :
  - Rob Williams, basketteur américain. († 10 mars 2014).
- 1963 :
  - Laurence Bily, athlète de sprint française. Médaillée de bronze du relais 4×100m aux Championnats d'Europe 1982.
- 1964 :
  - Heike Henkel, athlète de sauts allemande. Championne olympique de la hauteur aux Jeux de Barcelone 1992. Championne du monde d'athlétisme de la hauteur 1991. Championne d'Europe d'athlétisme de la hauteur 1990.
- 1965 :
  - Grant Jennings, hockeyeur sur glace canadien.
  - Leslie Law, cavalier de concours complet britannique. Médaillé d'argent par équipes aux Jeux de Sydney 2000 puis champion olympique en individuel et médaillé d'argent par équipes de concours complet aux Jeux d'Athènes 2004. Champion d'Europe de concours complet d'équitation par équipes 2001, 2003 et 2005.
  - Chris McMurry, pilote de courses automobile d'endurance américain.
- 1966 :
  - Lioubov Iegorova, skieuse de fond soviétique puis russe. Championne olympique du 10 km poursuite, du 15 km classique du relais 4×5km, médaillée d'argent du 5 km classique et 30 km libre aux Jeux d'Albertville 1992 puis championne olympique du 5 km classique, du 10 km poursuite et du relais 4×5km puis médaillée d'argent du 15 classique aux Jeux de Lillehammer 1994. Championne du monde de ski de fond du 30 km libre et du relais 4×5km 1991 puis championne du monde de ski de fond du relais 4×5km 1993.
- 1967 :
  - Guy Accoceberry, joueur de rugby à XV français. Vainqueur du Grand Chelem 1997. (19 sélections en équipe de France).
- 1969 :
  - Pieter Muller, joueur de rugby à XV puis entraîneur sud-africain. (33 sélections en équipe nationale).
- 1970 :
  - LaPhonso Ellis, basketteur américain.
  - Wilfried Nelissen, cycliste sur route belge. Vainqueur de Paris-Bourges 1992.
- 1971 :
  - Karen Leibovici, navigatrice française.
  - Harold Miner, basketteur américain.
  - Mike Redmond, joueur de baseball américain.
- 1972 :
  - Laurent Capet, volleyeur puis entraîneur français. (300 sélections en équipe de France).
  - James Cracknell, rameur britannique. Champion olympique du quatre sans barreur aux Jeux de Sydney 2000 et aux Jeux d'Athènes 2004. Champion du monde d'aviron du quatre sans barreur 1997, 1998 et 1999, champion du monde d'aviron du deux de pointe et du deux de pointe avec barreur 2001 puis champion du monde d'aviron du deux de pointe 2002.
  - Žigmund Pálffy, hockeyeur sur glace slovaque.
  - Mikael Renberg, hockeyeur sur glace suédois. Champion du monde de hockey sur glace 1998.
- 1973 :
  - Yann Barbitch, basketteur français.
- 1974 :
  - Seiji Ara, pilote de courses automobile japonais. Vainqueur des 24 Heures du Mans 2004.
- 1976 :
  - Jean-François Dumoulin, pilote de courses automobile canadien.
  - Juan Pablo Sorín, footballeur argentin. Vainqueur de la Copa Libertadores 1996. (76 sélections en équipe nationale).
- 1977 : 
  - Barbara Harel, judokate française. Championne d'Europe de judo des -57 kg 2000 et 2006.
- 1979 :
  - Chris Buncombe, pilote de courses automobile britannique.
- 1980 :
  - Yossi Benayoun, footballeur israélien. Vainqueur de la Ligue Europa 2013. (97 sélections en équipe nationale).
  - Thomas Dubiez, basketteur français.
- 1981 :
  - Yazeed Al-Rajhi, pilote de rallye-raid automobile saoudien.
  - Johann Paul, footballeur malgache. (25 sélections en équipe nationale).
- 1982 :
  - Gunnar Jeannette, pilote de courses automobile d'endurance américain.
  - Jan Rezek, footballeur tchèque. (21 sélections en équipe nationale).
- 1984 :
  - Shawn Huff, basketteur finlandais. (172 sélections en équipe nationale).
- 1985 :
  - Mohamed Rabie Meftah, footballeur algérien. (11 sélections en équipe nationale).
  - P. J. Tucker, basketteur américain.
- 1986 :
  - Alexandrina Barbosa, handballeuse luso-espagnole. Victorieuse de la Coupe EHF de handball féminin 2017. (120 sélections avec l'équipe d'Espagne).
  - Johan Lædre Bjørdal, footballeur norvégien. (3 sélections en équipe nationale).
- 1987 :
  - Guennadi Tchourilov, hockeyeur sur glace russe. († 7 septembre 2011).
- 1988 :
  - Vítor Faverani, basketteur brésilio-portugais. (2 sélections avec l'équipe du Brésil).
  - Audrey Robichaud, skieuse acrobatique canadienne.
- 1990 :
  - Darcy Kuemper, hockeyeur sur glace canadien.
  - Wilfried Roux, rink hockeyeur français.
  - Martine Smeets, handballeuse néerlandaise. Championne du monde féminin de handball 2019. (117 sélections en équipe nationale).
- 1991 :
  - Raúl Jiménez, footballeur mexicain. Champion olympique aux Jeux de Londres 2012. (100 sélections en équipe nationale).
  - Andrea Klikovac, handballeuse monténégrine. Championne d'Europe féminin de handball 2012. (93 sélections en équipe nationale).
- 1992 :
  - Loïck Landre, footballeur français.
  - Catastrophe de Furiani
- 1993 :
  - Rosco Allen, basketteur hongrois.
  - Rafaíl Koumentákis, volleyeur grec. (2 sélections en équipe nationale).
  - Youssouf Sabaly, footballeur franco-sénégalais. (31 sélections avec l'équipe du Sénégal).
- 1994 :
  - Javier Manquillo, footballeur espagnol.
- 1995 :
  - Alexis Miellet, athlète de demi-fond et de steeple français. Champion d'Europe d'athlétisme du 3 000m steeple 2024.
  - Moustapha Name, footballeur sénégalais. (6 sélections en équipe nationale).
  - Thomas du Toit, joueur de rugby à XV sud-africain. Champion du monde de rugby à XV 2019. (13 sélections en équipe nationale).
- 1996 :
  - Clément Castets, joueur de rugby à XV français. Vainqueur de la Coupe d'Europe de rugby à XV 2021.
  - Jai Hindley, cycliste sur route australien. Vainqueur du Tour d'Italie 2022.
  - Adèle Milloz, skieuse-alpiniste française. († 12 août 2022).
- 1997 :
  - Darko Todorović, footballeur bosnien. (15 sélections en équipe nationale).
  - Mitchell Marner, hockeyeur sur glace canadien.
- 1998 :
  - Dani Baijens, handballeur néerlandais. (48 sélections en équipe nationale).
  - Aryna Sabalenka, joueuse de tennis biélorusse. Victorieuse de l'Open d'Australie 2023.
- 1999 :
  - Nathan Chen, patineur artistique américain. Champion olympique messieurs aux Jeux de Pékin 2022. Champion du monde de patinage artistique messieurs 2018, 2019 et 2021.
  - Aleks Ławniczak, footballeur polonais.
  - Hugo Vandermersch, footballeur français.

### XXIesiècle
- 2001 :
  - Seth Saarinen, footballeur finlandais.
- 2003 :
  - Carlos Alcaraz, joueur de tennis espagnol. Vainqueur de l'US Open 2022; Wimbledon 2023 et 2024; Roland-Garros 2024 et 2025. Vainqueur de 7 Masters 1000
  - Jonas Therkelsen, footballeur norvégien.
  - Casper Widell, footballeur suédois.
- 2005 :
  - Oskar Boesen, footballeur danois.

## Décès

### XXesièclede1901à1950
- 1915 :
  - Ronald Poulton-Palmer, 25 ans, joueur de rugby à XV anglais. Vainqueur des Tournois des Cinq Nations 1910 et 1912 puis des Grands chelems 1913 et 1914. (17 sélections en équipe nationale). (° 12 septembre 1889).
- 1916 :
  - Maurice Raoul-Duval, 50 ans, joueur de polo français. Médaillé de bronze aux Jeux de Paris 1900. (° 27 avril 1866).

### XXesièclede1951à2000
- 1972 : 
  - Roger Courtois, 59 ans, footballeur puis entraîneur franco-suisse. (22 sélections en équipe de France). (° 30 mai 1912).
- 1987 :
  - Herbert Hasler, 73 ans, skipper britannique. (° 27 février 1914).
- 1990 :
  - Jean Keller, 84 ans, athlète de demi-fond puis journaliste sportif français. († 22 juin 1905).
- 2000 : 
  - Gino Bartali, 85 ans, cycliste sur route italien. Vainqueur des Tours d'Italie 1936, 1937 et 1946, des Tours de France 1938 et 1948, des Tours de Suisse 1946 et 1947, des Tours de Lombardie 1936, 1939 et 1940, des Milan-San Remo 1939, 1940, 1947 et 1950. (° 18 juillet 1914).

### XXIesiècle
- 2005 : 
  - Willy Steffen, 80 ans, footballeur suisse. (28 sélections en équipe nationale). (° 17 mars 1925).
- 2012 : 
  - George Knobel, 89 ans, entraîneur de football néerlandais. (° 10 décembre 1922).
- 2022 :
  - José Luis Violeta, 81 ans, footballeur espagnol. (14 sélections en équipe nationale). (° 25 février 1941).
  - Théodore Zué Nguéma, 48 ans, footballeur gabonais. (70 sélections en équipe nationale). (° 9 novembre 1973).